# Robert Kaufman
Robert Kaufman est un producteur et scénariste américain, né le 22 mars 1931 et décédé le 21 novembre 1991 à Beverly Hills (États-Unis).

## Filmographie

### Comme scénariste
- 1965 : Ski Party (en)
- 1965 : Dr. Goldfoot and the Bikini Machine
- 1966 : L'Espion qui venait du surgelé (Spie vengono dal semifreddo)
- 1967 : The Cool Ones (en)
- 1970 : Campus (Getting Straight)
- 1970 : Une certaine façon d'aimer (I Love My Wife)
- 1974 : Les Anges gardiens (Freebie and the Bean)
- 1976 : Deux Farfelus à New York (Harry and Walter Go to New York)
- 1979 : Le Vampire de ces dames (Love at First Bite)
- 1980 : Nothing Personal (en)
- 1980 : Les nanas jouent et gagnent (How to Beat the High Co$t of Living)
- 1982 : Split Image
- 1984 : The Zany Adventures of Robin Hood (TV)
- 1986 : The Check Is in the Mail...
- 1986 : Separate Vacations
- 1989 : Touche pas à ma fille (She's Out of Control)

### Comme producteur
- 1970 : Une certaine façon d'aimer (I Love My Wife)
- 1973 : Here We Go Again (série TV)
- 1979 : Le Vampire de ces dames (Love at First Bite)
- 1980 : Les nanas jouent et gagnent (How to Beat the High Co$t of Living) de Robert Scheerer
- 1984 : The Zany Adventures of Robin Hood (TV)
- 1986 : The Check Is in the Mail...

### Comme acteur
- 1970 : Une certaine façon d'aimer (I Love My Wife) : Devil
- 1971 : The Christian Licorice Store (en) de James Frawley : Hollywood Party Guests
- 1980 : Nothing Personal (en) : Professor in Faculty Room